# Español norteño mexicano
El español norteño mexicano (también conocido como español norteño) es un dialecto del español mexicano hablado en el norte de México.  Se pueden distinguir los dialectos del Noroeste (Baja California, Baja California Sur, Chihuahua, Sinaloa y Sonora) y los dialectos del Noreste (Coahuila, Durango, Nuevo León, Tamaulipas).

## Origen
El idioma español se habló por primera vez en el Norte de México a mediados del siglo XVI; el proceso de colonización española fue un poco más tardío en el Norte de México que en otras regiones del país. El explorador español Francisco de Ibarra fue el primero en adentrarse en los territorios que hoy conforman la región y quien fundó los primeros asentamientos de la región. Los primeros colonos de la región, provenían principalmente del País Vasco (muchos de ellos hablantes del euskera), aunque a los nuevos asentamientos llegó también mucha gente de otras partes de la Nueva España, descendientes de criollos y mestizos con varias generaciones ya en la colonia, con el auge minero de la región. 
La menor presencia de pueblos indígenas y el exterminio de pueblos nativos que se dio en la región, provocó que las lenguas indígenas no tuvieran tanta influencia como en el centro y sur de México.
El euskera dejó palabras en el español mexicano en general, pero principalmente usadas en el norteño, tales como: carriya, chamarra, chaparro, arroyo, ama, maitasuna, urbi, auskalo, agur.
Con el paso del tiempo, el norte de México también ha recibido inmigrantes europeos, principalmente alemanes, italianos, franceses, portugueses e irlandeses. Esto, junto con la proximidad que tiene con los Estados Unidos, ha propiciado que los dialectos de la región utilicen una gran cantidad de extranjerismos, principalmente anglicismos.

## Características

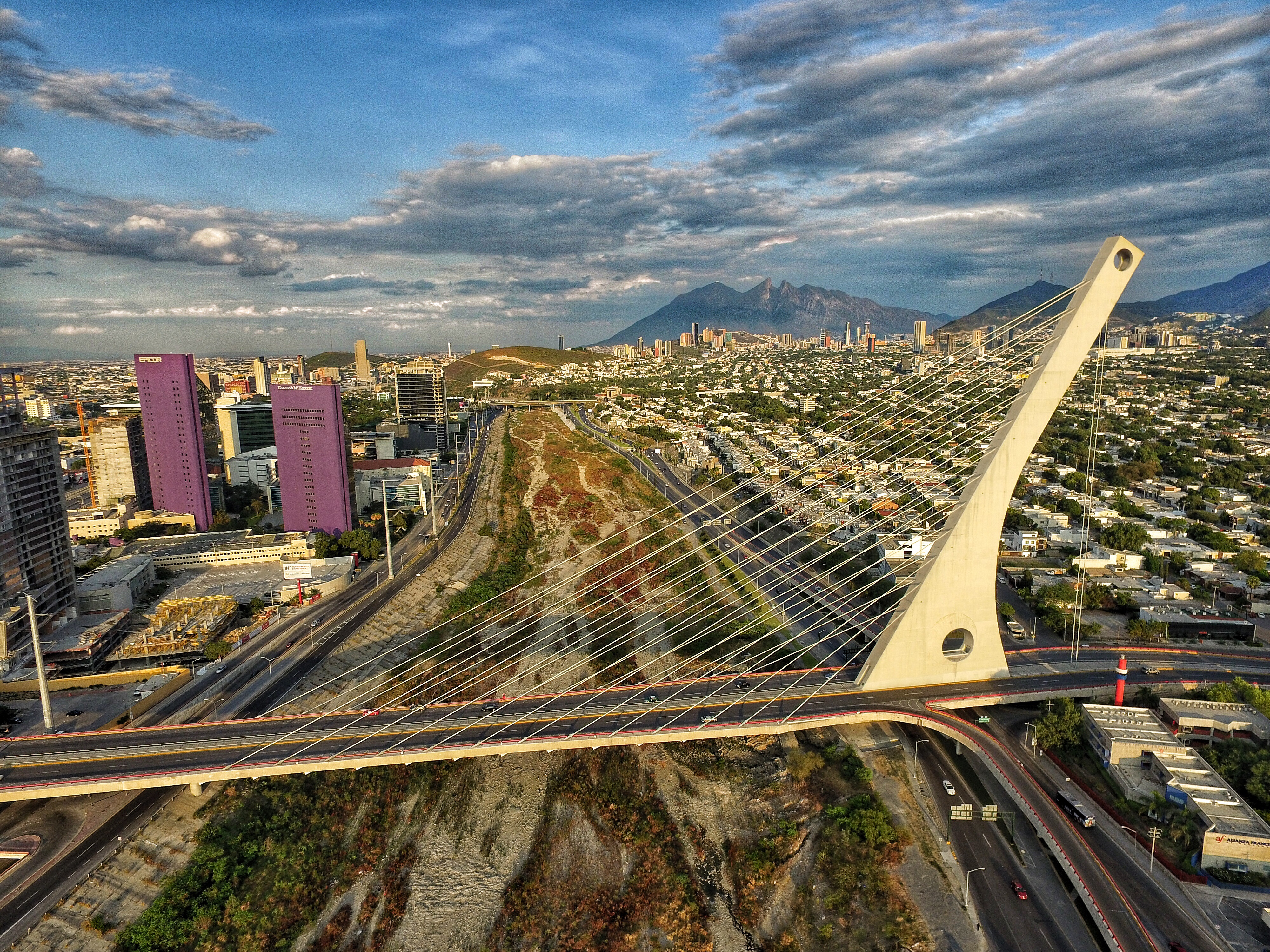
Monterrey, Nuevo León. La ciudad con mayor número de hablantes del dialecto norteño.

El español norteño se distingue de otras regiones de México principalmente en la entonación (acento) y contracción de las palabras, así como el encuentro de determinadas preposiciones con los artículos. Tiene las mismas conjugaciones que el mexicano central con respecto al uso del pronombre ustedes y al tuteo, para situaciones formales e informales, respectivamente. Desde el punto de vista geográfico, se distinguen las hablas del noroeste, de ciudades como Mazatlán, Hermosillo, Culiacán, Chihuahua o Ciudad Juárez, y las hablas del noreste de Monterrey, Reynosa, Durango, Torreón o Saltillo. Las principales características del español norteño son:
- Debilitación vocálica(en algunos hablantes):una vocal final de una palabra precedida por /s/ se ensordece o enmudece.
- Cierre de vocales: /e/ > [i], /o/ > [u] al final de palabra.
- Cambio ocasional de /e/ por /i/ al final de una palabra. Así «El Norte» se llega a pronunciar como «El Norti», «madre» como «madri», etc.
- oclusiva sordas: /p/ intervocálica.
- sonoridad: /g/ intervocálica G. [aclaración requerida]
- Sonoras: secuencia /n+g/ ɳg. [cita requerida]
- /f/ seguida de /w/ pronunciada como bilabial y a veces sonorizada.
- Yeísmo en posición intervocálica pero no inicial. es decir, la "y" y la "ll" cambian su pronunciación dependiendo de la posición que tengan en una palabra, así pues, lluvia y yegua se pronunciarían distinto, sin embargo, pollo y hoyo se pronunciarían igual, como /poio/ y /hoio/.
- Cambio del sonido /tʃ/ por /ʃ/ en las hablas del noroeste.
- Baja influencia de palabras indígenas, pero una mayor influencia de anglicismos y vasquismos.

## Impacto
En un estudio sobre la dialectología mexicana, se comprobó que la etiqueta de norteño fue la más empleada por la mayoría de la población para relacionar un estereotipo con un habla. Lo que sugiere que el español norteño es el dialecto más distinguible en México.